# Catálogo Gliese
El Catálogo Gliese es el nombre habitual de cualquiera de los tres catálogos de estrellas cercanas compilados por Wilhelm Gliese —y más tarde también por H. Jahreiss— en 1957, 1969 y 1993. Las entradas del catálogo comienzan por Gl o GJ. El Catálogo Gliese intenta recoger todas aquellas estrellas que se encuentran a menos de 25 parsecs (81,5 años luz) del sistema solar. Así, figuran todas las estrellas con paralaje trigonométrica mayor o igual a 0,0390 segundos de arco, aun siendo evidente por fotometría u otros métodos que la estrella se halla a una mayor distancia.
Los números comprendidos entre 1.0 a 965.0 corresponden a la segunda edición, Catalogue of Nearby Stars (1969). Dentro de estos, los números enteros representan estrellas que figuraban en la primera edición, mientras los números con un punto decimal fueron utilizados para insertar nuevas estrellas en la segunda edición sin destruir el orden original. Los números entre 9001 a 9850 son del suplemento Extension of the Gliese Catalogue (1970). Los números entre 1000 y 1294, así como los comprendidos entre 2001 a 2159, corresponden al suplemento Nearby Star Data Published 1969-1978; mientras que las entradas entre 1000 y 1294 son de estrellas cercanas, las incluidas entre 2001 y 2159 son de estrellas "presumiblemente" cercanas. Los números entre 3001 y 4388 corresponden a la Preliminary Version of the Third Catalogue of Nearby Stars (1991). Aunque esta versión del catálogo fuera llamada preliminar, todavía está en uso. La mayor parte de las 3803 estrellas de dicha versión tenían ya números GJ, pero también había 1388 aún sin numerar. La necesidad de nombrar estas últimas dio lugar a la numeración entre 3001 y 4388.

## Ejemplos notables de estrellas conocidas por su número Gliese
Muchas de las estrellas cercanas al sistema solar no poseen denominación de Bayer ni de Flamsteed, siendo comúnmente conocidas por su número de Catálogo Gliese. En la tabla siguiente se recogen algunas de las que, por uno u otro motivo, despiertan un mayor interés.
| Estrella     | Nombre alternativo | Constelación | Distancia (Años luz) | Características destacables                                                                  |
| ------------ | ------------------ | ------------ | -------------------- | -------------------------------------------------------------------------------------------- |
| Gliese 229   | HD 42851           | Lepus        | 18,8                 | Sistema binario compuesto por una enana roja y una enana marrón                              |
| Gliese 317   | LHS 2037           | Pyxis        | 29,9                 | Enana roja con un planeta extrasolar confirmado y un posible segundo planeta                 |
| Gliese 436   | LHS 310            | Leo          | 33,4                 | Enana roja también con un planeta extrasolar confirmado y un segundo planeta por confirmar   |
| Gliese 570   | HR 5568            | Libra        | 19,2                 | Sistema compuesto por una enana naranja, dos enanas rojas y una enana marrón                 |
| Gliese 644   | Wolf 630           | Ofiuco       | 18,7                 | Sistema estelar quíntuple; todas sus componentes son enanas rojas                            |
| Gliese 710   | HD 168442          | Serpens      | 63,0                 | La estrella que en un futuro causará una mayor perturbación gravitatoria en el sistema solar |
| Gliese 777   | HD 190360          | Cygnus       | 51,8                 | Estrella binaria con dos planetas extrasolares alrededor de la estrella principal            |
| Gliese 842.2 | HIP 108467         | Cefeo        | 68,0                 | Enana roja rodeada por un disco circunestelar de polvo de gran masa                          |